# Медаль «За космический полёт»
Медаль «За космический полёт» (англ. NASA Space Flight Medal) — награда Национального управления по аэронавтике и исследованию космического пространства. Учреждена в 1981 году. 
Вручается за заслуги или существенный вклад в выполнение космического полета в качестве гражданского или военного астронавта, пилота корабля, специалиста миссии, специалиста по полезной нагрузке или иного участника космического полета.
...for significant achievement or service during individual participation as a civilian or military astronaut, pilot, mission specialist, payload specialist, or other space flight participant in a space flight mission...